# Iolanipaleis

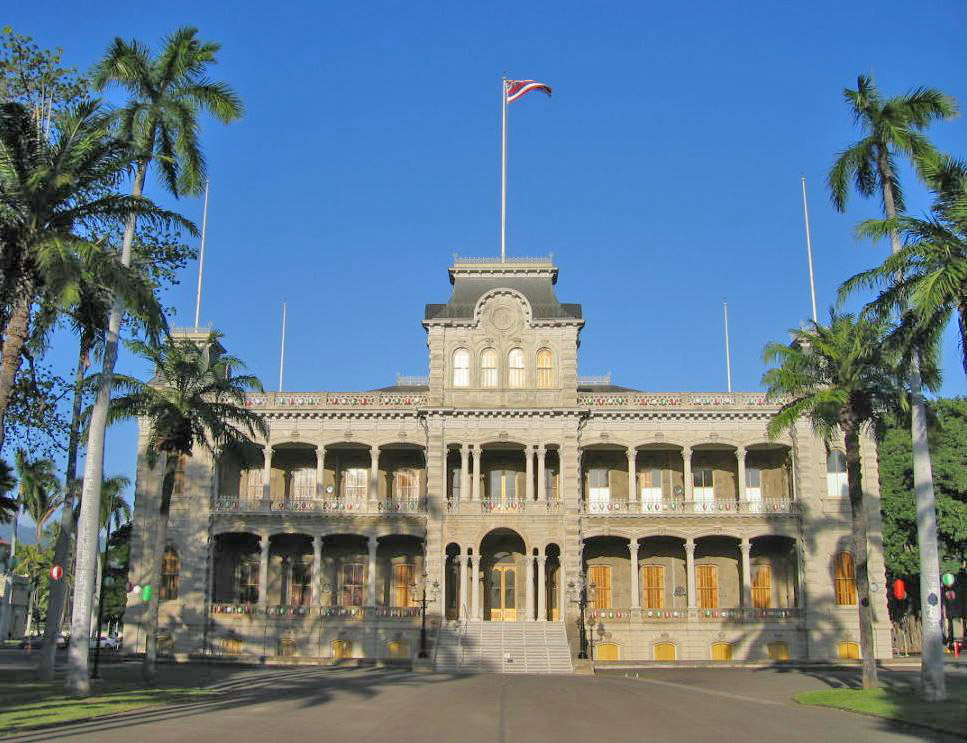
Het Iolanipaleis

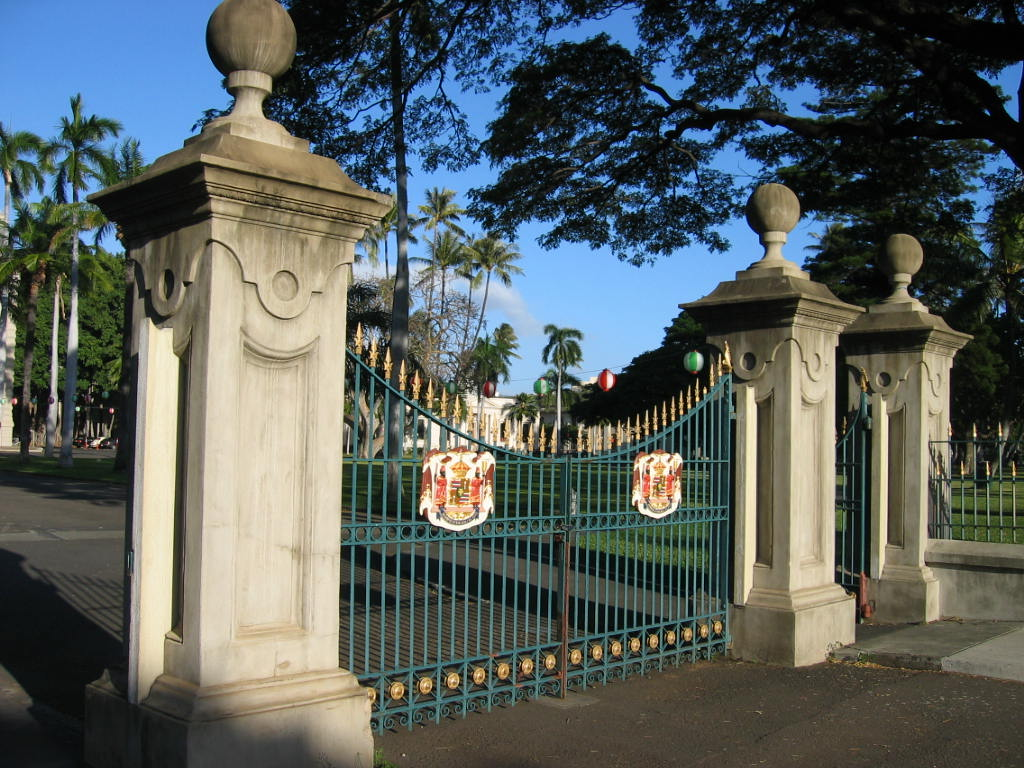
De ingang tot het terrein.

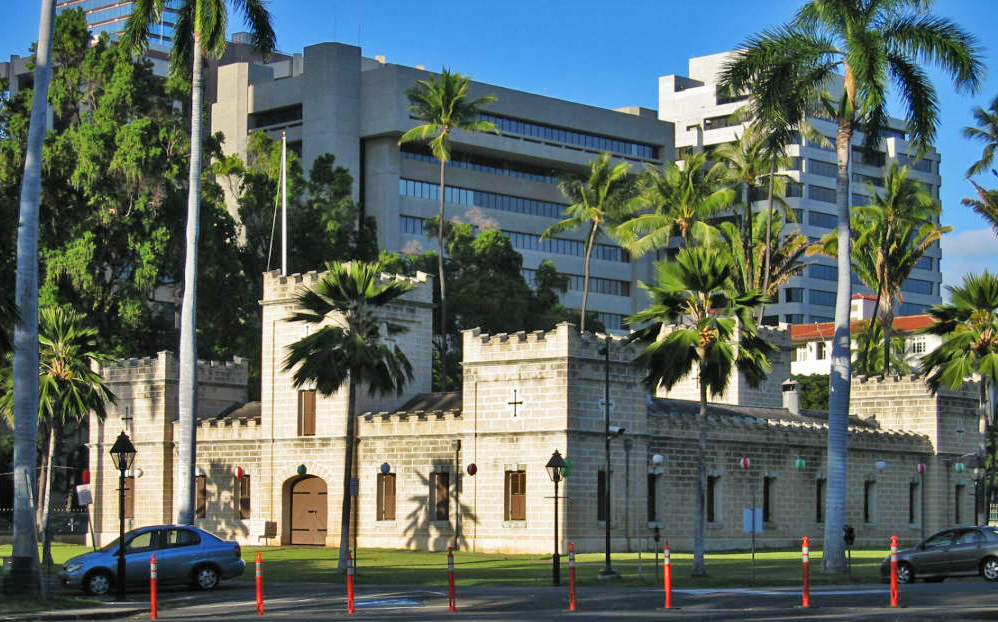
De barakken voor de koninklijke garde

Het Iolanipaleis is het enige koninklijk paleis dat zich binnen de grenzen van de Verenigde Staten bevindt. Het staat in de Hawaïaanse hoofdstad Honolulu en was de voormalige residentie van het Hawaïaanse staatshoofd in de tijd dat Hawaï nog een zelfstandig koninkrijk was.
De eerste steen werd gelegd in 1879 door koning Kalakaua. De laatste bewoner was koningin Liliuokalani die in 1893 werd afgezet.
Het paleis staat naast het Parlement van Hawaï.

## Geschiedenis
Op de plek waar het paleis nu staat werd in 1845 in opdracht van koning Kamehameha III van Hawaï een residentie gebouwd van koraalblokken.
Toen koning Kalakaua in 1874 aan de macht kwam was het gebouw er echter slecht aan toe.
De fundering was zwaar beschadigd door termieten.
Daar kwam nog bij dat Hawaï zich als een modern volwaardig land wilde presenteren.
Daarom werd er geld vrijgemaakt voor een echt koninklijk paleis.
De bouw van een overheidsgebouw, het Aliiolani Hale was reeds begonnen.
De koning had veel gereisd, o.a. door Europa en had inspriratie opgedaan voor een eigen paleis.
De bouw begon in 1879. Tijdens de bouw is er drie keer van architect gewisseld maar in 1882 was het af. In 1883 liet de koning zich opnieuw kronen.
Na de staatsgreep van 1893 werd het gebouw omgevormd tot kantoor voor de nieuwe regering. Later zou het ook dienst gaan doen als parlement.
Dit bleef zo tot er in de jaren zestig naast het paleis een nieuw parlementsgebouw werd gebouwd. Hierna werd een grootschalige restauratie uitgevoerd.

## Barakken
Voor de koninklijke garde liet Koning Kalakaua naast het paleis een gebouw neerzetten. Het werd van koraalblokken gebouwd in een middeleeuwse stijl.
In de jaren zestig werd het gebouw steen voor steen verplaatst om plaats te maken voor het nieuwe parlementsgebouw. Het is nu het bezoekerscentrum sinds 2009 voor de toeristen die het paleis bezoeken.
Er is een souvenirwinkel en een filmzaal in gevestigd.

## Trivia
- Het Iolanipaleis had eerder elektriciteit dan het Witte Huis.
- Ook had het eerder een telefoonaansluiting.